# 레호보트

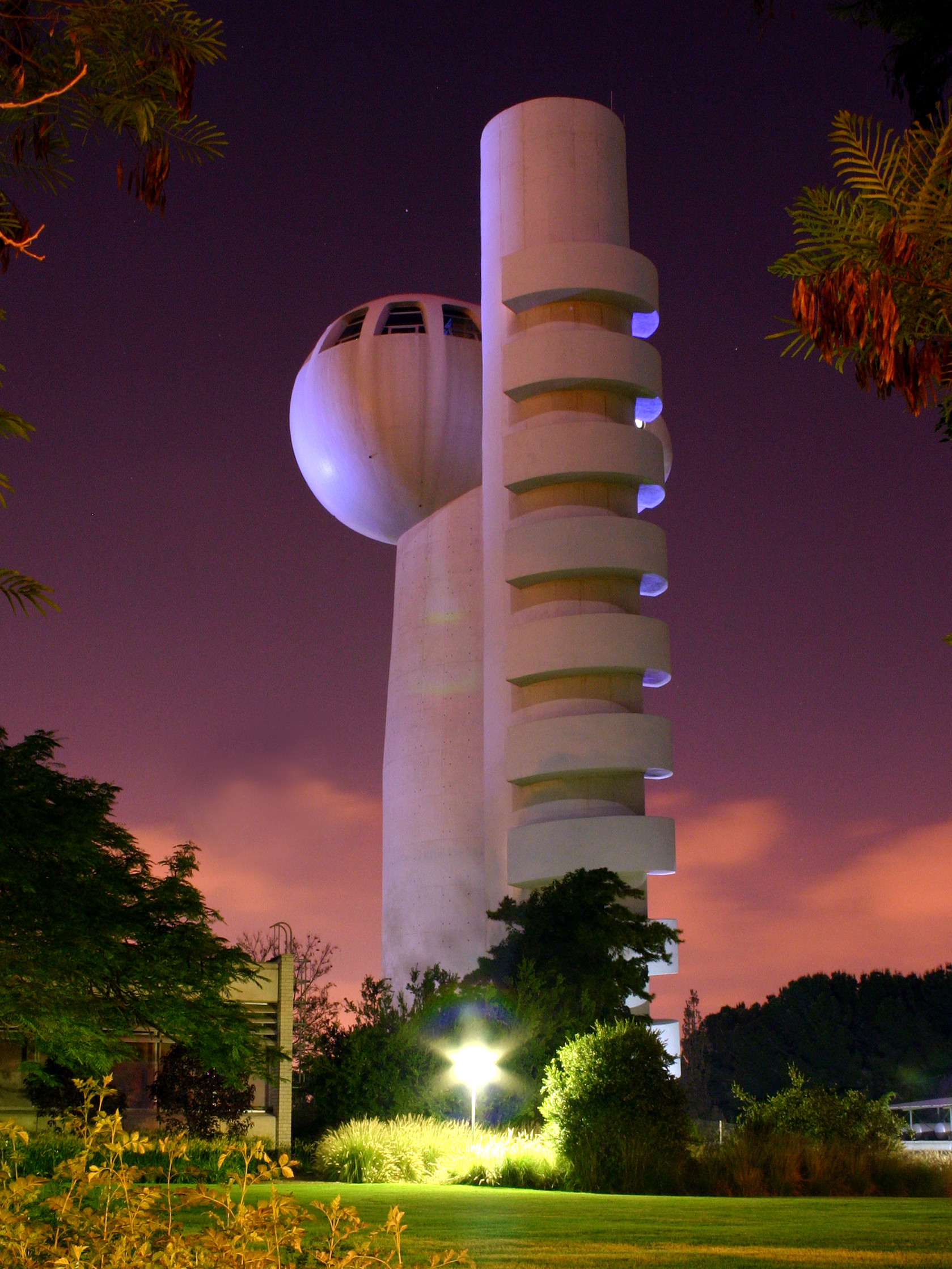
바이츠만 과학 연구소에 가동 중인 가속기

시 문장

레호보트(Rehovot, 히브리어: רְחוֹבוֹת)는 이스라엘 중부 구의 도시로, 면적은 23km2, 인구는 112,700명(2009년 말 이스라엘 중앙통계국(CBS) 추산, 레보호트 시 공식 홈페이지에서는 114,000명으로 추산함)이며 텔아비브에서 남쪽으로 20km 정도 떨어진 샤론(Sharon) 평야에 위치한다.

## 개요
도시 이름은 히브리어로 "넓은 곳"이라는 뜻에서 유래된 이름이며 1890년 바르샤바로부터 유대인이 정착해 신설된 곳이다. 주변지역에서 오렌지 재배가 활발해짐에 따라 그 집산지를 이루고, 오렌지의 유통센터와 가공공장이 집중하여 있다. 그 밖에 플라스틱·약품·금속제품 등도 생산한다. 초대 대통령 C.바이츠만이 창설한 농업연구소는 1944년 바이츠만 과학연구소로 바뀌어, 세계적인 연구센터로 발전하였다. 현재 예루살렘 헤브라이대학의 농과대학을 비롯하여 국립농업시험장 등이 있어 농업연구의 중심을 이루고 있다.

## 인구
| 연도                                                               | 인구    | ±%      |
| ------------------------------------------------------------------ | ------- | ------- |
| 1914                                                               | 955     | —       |
| 1922                                                               | 1,242   | +30.1%  |
| 1931                                                               | 3,193   | +157.1% |
| 1948                                                               | 12,500  | +291.5% |
| 1955                                                               | 26,000  | +108.0% |
| 1961                                                               | 29,000  | +11.5%  |
| 1972                                                               | 39,300  | +35.5%  |
| 1983                                                               | 67,900  | +72.8%  |
| 1995                                                               | 85,200  | +25.5%  |
| 2008                                                               | 111,100 | +30.4%  |
| 20151                                                              | 132,700 | +19.4%  |
| Source: Israel Central Bureau of Statistics 1 end of year estimate |         |         |

## 자매 도시
- 영국 맨체스터
- 아르헨티나 파라나
- 프랑스 그르노블
- 미국 필라델피아
- 미국 로체스터
- 미국 앨버커키

## 출신 인물
- 하임 바이츠만 (이스라엘의 초대 대통령)

## 같이 보기
- 바이츠만 과학 연구소